# Crisia megalostoma
Crisia megalostoma är en mossdjursart som beskrevs av Bobies 1958. Crisia megalostoma ingår i släktet Crisia och familjen Crisiidae. Inga underarter finns listade i Catalogue of Life.